# Monte Agou
El Monte Agou (anteriormente conocido como el Monte Baumann) es la montaña más alta de Togo con 986 metros. Se encuentra cerca de la frontera de Ghana, al sureste de Kpalimé en la región del altiplano. El Monte Agou es parte de un valor atípico extremo occidental de las Montañas Atakora, en Benín. Su cima está coronada por una antena.